# Benjamin Acosta-Hughes
Benjamin Acosta-Hughes (* 7. September 1960) ist ein US-amerikanischer Gräzist.
Acosta-Hughes studierte Classics an der University of Michigan in Ann Arbor und schloss sein Studium 1987 mit dem B.A. ab. Im Anschluss vertiefte er seine Studien in Classics an der University of California at Berkeley und erwarb 1990 den M.A. Es folgte ein Promotionsstudium ebendort; der Ph.D. wurde 1995 verliehen.
1999 erhielt er eine Stellung an der University of Michigan als Assistant Professor of Greek and Latin, 2005 wurde er zum Associate Professor of Greek and Latin ernannt, zugleich zum Associate Professor of Comparative Literature. 2009 wechselte er als Professor of Greek and Latin an die Ohio State University, wo er seit 2011 zugleich Chair of Classics ist. Außerdem ist er seit 2007 Professor associato esterno an der Università di Roma Tre.
Sein Forschungsschwerpunkt ist die hellenistische Dichtung (Kallimachos, Apollonios von Rhodos, Poseidippos).

## Schriften (Auswahl)
Monographien
- Polyeideia — The Iambi of Callimachus and the Archaic Iambic Tradition (= Hellenistic Culture and Society. Band XXXV). Berkeley 2002.
- Arion’s Lyre. Archaic Lyric into Hellenistic Poetry. Princeton 2010.
- mit Susan Stephens: Callimachus in Context. From Plato to the Augustan Poets. Cambridge 2012.

Herausgeberschaften
- mit M. Baumbach, E. Kosmetatou: Labored in Papyrus Leaves: Perspectives on an Epigram Collection Attributed to Posidippus (P. Mil. Vogl. VIII 309). Washington, D.C. 2004.
- mit Luigi Lehnus und Susan A. Stephens: Brill’s Companion to Callimachus. Leiden 2011.
- mit C.Cusset, Y. Durbec und D. Pralon: Homère revisité. Parodie et humour dans les réécritures homeriques. Besançon 2011.
- mit Christophe Cusset: Euphorion de Chalcis. Les Fragments. Paris 2012.
- mit F. Grewing and A. Kirichenko: The Door Ajar. False Closure in Greek and Roman Literature and Art (= Bibliothek der klassischen Altertumswissenschaften. Neue Folge, 2. Reihe, Band 132). Universitätsverlag Winter, Heidelberg 2013, ISBN 978-3-8253-5697-2.